# Blutengel
Blutengel est un groupe allemand de musique électronique, originaire de Berlin. Le style musical du groupe se définit comme pop gothique, d'influences dark wave et synthpop.

## Histoire

### Débuts et premiers albums
Le groupe est formé en 1998 à Berlin par Christian « Chris » Pohl (déjà fondateur en 1993 du groupe Terminal Choice). Celui-ci est alors accompagné par deux voix féminines : Kati Roloff et Nina Bendigkeit. Le premier album, intitulé Child of Glass, sort en 1999. En 2001 sort le deuxième album du groupe, Seelenschmerz. Cette fois-ci, Kati Roloff est accompagnée par Gini Martin, une nouvelle chanteuse. Mais Kati Roloff (compagne de Chris Pohl) quitte avec cette dernière le groupe pour fonder Tristesse de la lune. Chris intègre alors deux nouvelles chanteuses : Constance Rudert (sa nouvelle compagne) et Eva Poelzing. En 2002, sort l'album Angel Dust (58e des charts), puis Demon Kiss en 2004.
Au cours de l'année 2005, Eva Poelzing décide de quitter le groupe, et est remplacée par Ulrike Goldmann (chanteuse du groupe Say Y). 2005 est aussi marqué par la sortie d'un DVD live, Live Lines, et d'un mini LP intitulé The Oxidising Angel. En 2006 sort le maxi CD My Saviour. L'année suivante, la sortie du single Lucifer, disponible en deux versions maxi CD, précède le cinquième album, intitulé Labyrinth (2007), avec notamment Engelsblut, morceau majeur et presque éponyme (le titre est, en inversion, le nom du groupe), particulièrement représentatif du groupe. Cet album sera classé à la 36e position dans les charts allemands (Germany Albums Top 50, semaine 39/2007). En 2008, un autre titre majeur Dancing in the Light, annonce le sixième album Schwarzes Eis (2009), et fait l'objet d'un vidéo-clip officiel (trailer). En 2009, Constance Rudert quitte le groupe pour continuer son projet solo, Cinderella Effect. Elle sort deux albums avec ce projet.

### Depuis les années 2010

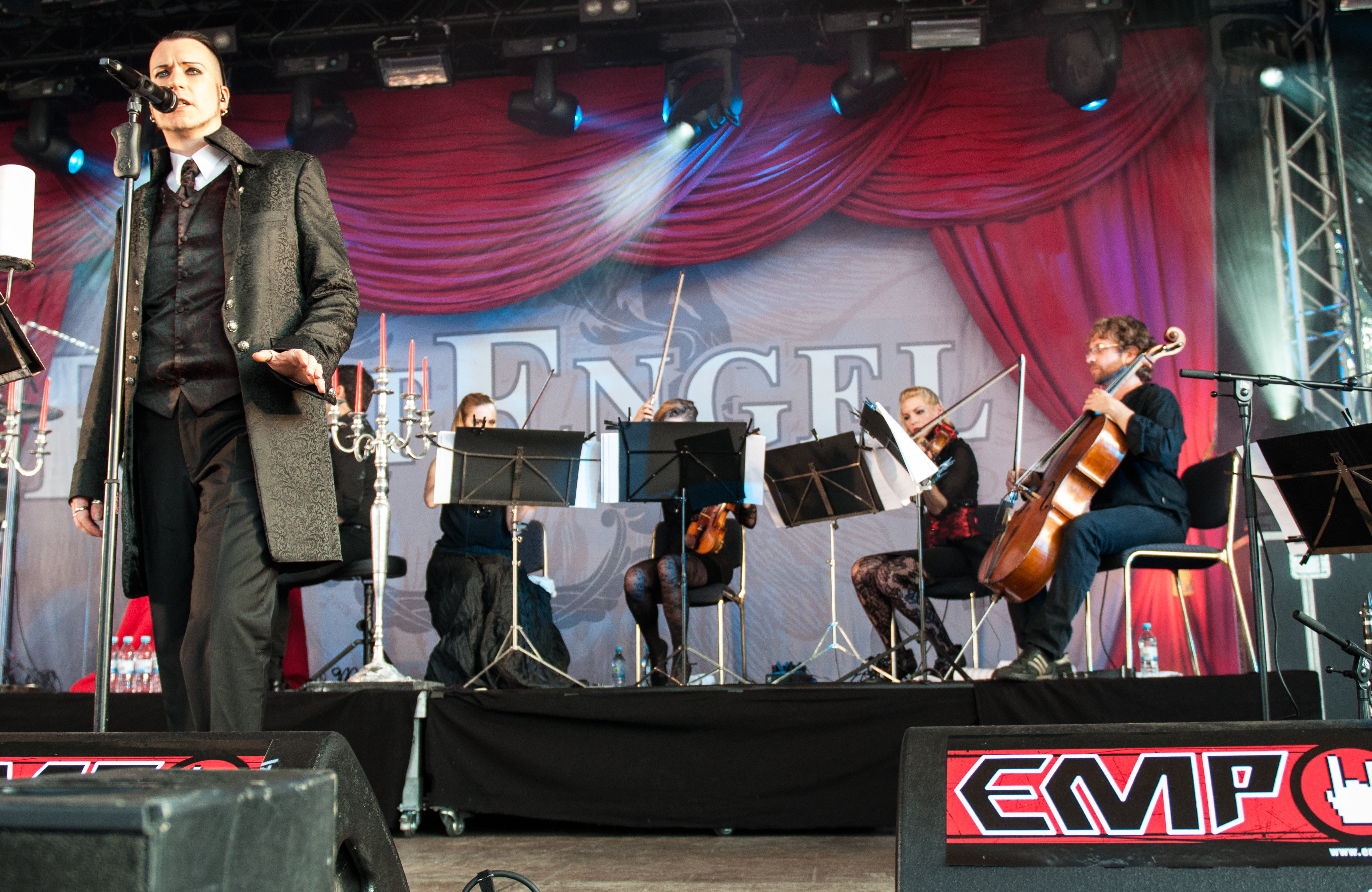
BlutEngel en 2014.

Blutengel sort une compilation orchestrale, Black Symphonies (An Orchestral Journey), en février 2014. Un single et un clip vidéo pour Krieger sont publiés pour promouvoir l'album.
L'album Leitbild sort le 17 février 2017. Il s'agit du troisième album consécutif du groupe à se classer dans le top 5 du GfK Entertainment, à la quatrième place. Il se classe également au 49e rang du Swiss Music Charts. Blutengel part en tournée d'avril à mai pour promouvoir l'album, avec Massive Ego en première partie. Le 12 mai, ils ont donné un concert acoustique qui est enregistré pour être publié sur DVD sous le titre A Special Night Out : Live and Acoustic in Berlin. Après la fin de la tournée Leitbild, Chris annonce qu'il commençait à travailler sur un nouveau mini-album ou EP, qui sortirait vers la fin de l'année. Le mini album est confirmé plus tard et s'intitule Black. La deuxième partie de la tournée Leitbild est également annoncée pour octobre-décembre 2017. Live im Wasserschloss Klaffenbach sort en avril 2018, avec des séquences de leur Nemesis - Open Air Festival de juillet 2016.
En mai 2018, Blutengel retourne en studio pour travailler sur leur prochain album, Un:Gott, qui sort le 15 février 2019 et est promu par une tournée qui commence en février. La tournée est de nouveau soutenue par Massive Ego. Un nouveau mini-album, Damokles, sort le 1er novembre 2019.
Pendant la pandémie de Covid-19, trois singles sortent : Le premier, Wir sind unsterblich, le 27 mars ; le deuxième, Obscured (une collaboration avec Hocico), le 3 avril ; le troisième, Nothing but a Void (une collaboration avec Massive Ego), le vendredi 13 novembre 2020.

## Style musical et thèmes
BlutEngel est un groupe important de la scène electro/dark wave. Pour qualifier sa musique, le groupe parle lui-même de « dark pop ».
Les thèmes abordés sont principalement l'amour, et la mort (dans des titres comme I'm Dying Alone (Je meurs seul) ou Die With You (Mourir avec toi, sur l'album Seelenschmerz par exemple...) et ce qui, dans une certaine mesure, associe les deux, le vampirisme.

## Membres
- Christian « Chris » Pohl (né le 9 février 1972 à Berlin-Kreuzberg[7]) - auteur-compositeur, chant (depuis 1999)
- Ulrike Goldmann - auteure-compositrice, chant (depuis 2005)

## Discographie

### Albums studio
- 1999 : Child of Glass
- 2001 : Seelenschmerz
- 2003 : Angel Dust
- 2004 : Demon Kiss
- 2007 : Labyrinth
- 2009 : Schwarzes Eis
- 2009 : Soultaker
- 2011 : Tränenherz
- 2011 : Nachtbringer
- 2013 : Monument
- 2014 : Black Symphonies (An Orchestral Journey)
- 2015 : In Alle Ewigkeit
- 2016 : Nemesis Best of and Reworked
- 2017 : Leitbild
- 2019 : Un:Gott
- 2019 : Damokles
- 2021 : Fountain of Destiny (album de reprises des années 1980)
- 2021 : Erlösung – The Victory of Light
- 2023 : Un:Sterblich: Our Souls Will Never Die

### EP
- 2001 : Bloody Pleasures
- 2001 : Black Roses
- 2002 : Vampire Romance Part I
- 2003 : Forever
- 2004 : Mein Babylon (collaboration avec Stendal Blast (de))
- 2004 : No Eternity
- 2005 : The Oxidising Angel
- 2006 : My Saviour
- 2007 : Lucifer
  - Lucifer (Blaze)
  - Lucifer (Purgatory)
- 2008 : Winter of my life
- 2008 : Dancing in the Light
  - Dancing in the Light (Forsaken)
  - Dancing in the Light (Solitary)
- 2010 : Promised Land
- 2011 : Reich mir die Hand
- 2011 : Über den Horizont
- 2012 : Save our souls
- 2013 : You walk away
- 2013 : Kinder dieser Stadt
- 2014 : Krieger
- 2020 : Obscured (avec Hocico)

### Albums live
- 2005 : Live Lines
- 2008 : Moments of our lives
- 2013 : Once in a Lifetime